# Барисал
Бариса́л (бенг. বরিশাল) — один из крупнейших городов Бангладеш. Расположен в одноимённом округе на юге Бангладеш, возле Бенгальского залива. Население муниципалитета — ок. 210 374 человек (оценочно на 2008 год). Площадь — 19.99 км². Барисал стал муниципалитетом в 2003 году. Город называют «Венецией Востока».

## История
Входил в Бенгалию и Британскую Индию, а затем был передан Бангладеш.
После раздела Индии в 1947 году, Бангладеш стала провинцией Пакистана, первоначально известная как Восточная Бенгалия, а затем, с 1955 года, как Восточный Пакистан. Жители провинции Восточный Пакистан объявили о своей независимости, как народ Бангладеш с 26 марта 1971 года. Отделение от Пакистана произошло, 16 декабря 1971 г. в результате третьей индо-пакистанской войны. Бангладеш вскоре был признан большинством других стран, хотя Пакистан удерживался от дипломатического признания до 1974 года а Китай не признавал до 1976 года. Бангладеш была принята в Организацию Объединённых Наций в 1974 году.
Столицей области стал город с одноимённым названием Барисал. Это один из крупнейших речных портов в Бангладеш. Это город с населением 380 тысяч человек и в нём расположены медицинское училище, кадетский колледж, некоторые предприятия фармацевтической промышленности, текстильной промышленности и головной офис Бангладешской транспортной администрации. Барисал быстро растущий город, стоит на реке Киртанхола. В Барисале расположен аэропорт и частные авиакомпании Бенгалии.
Город иногда называют «Венецией Востока» или «Венеция Бенгалии».

## География
Барисал занимает район площадью 2790,51 км2 ограничен районами Мадарипур, Шариатпур, Чандпур и Лашмипур на севере, Патуакхали, Баргуна и Джалокати на юге, Бхола и Лашмипур на востоке, Джалокати , Пирожпур и Гопалгани на западе . В то время как площадь города составляет 16,37 км2.

## Климат
В Барисале тропический муссонный тип климата с жарким и дождливым летом и сухой зимой. Январь является самым холодным месяцем со среднегодовой температурой около 26 ° С (78 г F) и май самым тёплым с температурой от 33 до 36 ° С (91 до 96 градусов F). Климат является одним из самых влажных в мире. В городе выпадает более 1525 мм осадков в год, а районы вблизи гор получают 5080 мм). Большинство дождей происходит во время прохождения муссонов (июнь-сентябрь) и немного в зимний период (ноябрь-февраль). В Бангладеш довольно тёплый климат в течение всего года, с относительно небольшим изменением от месяца к месяцу.
На территории Бангладеш проходят циклоны, исходящие из Бенгальского залива, в период с апреля по май и с сентября по ноябрь. Они часто сопровождается большими волнами, часто приводят к разрушениям и гибели людей. Циклон в ноябре 1970 года, в котором погибло около 500.000 человек, стал одним из самых страшных стихийных бедствий в стране в XX веке.

## Демография
По оценке 2008 года в Барисале проживает 210.374 человека, из них мужчин составляет 53,28 %, и 46,72 % женщин. Уровень грамотности среди горожан составляет 85 %. Профессиональная занятость среди горожан сельское хозяйство 35,28 %, сельскохозяйственные рабочие 18,76 %, наемные рабочие 4,16 %, торговля 13,89 %, услуги 10,64 %, рыболовство 3,45 %, строительство 1,25 % , транспорт 1,72 % и др. 10,85 %. Темпы роста населения города составляют 1,41 % в год.

## Религия
Большинство населения Барисал (90,64 процента) мусульмане. Кроме того, индусов (8,38 процента) и христиан (0,98 процента). В городе около 3941 мечетей, 805 храмов, 44 церквей и 5 гробниц.

### СМИ
В городе находятся периодические и книжные издательства.

### Газеты
- The Daily Barisal Protidin
- Probashi
- Rupantar Sathi
- Darpan
- Dipanchal
- Ajker Kantha
- Ajker poribartan
- Matodad
- Pariborthon

### Периодика
- Lokabani
- Bakerganj Parikrama
- Chirantan Bangla
- Upakul, периодические издания Paira
- Etibriti
- Chirantan Bangla
- Upakul
- Samachar
- Gournadi Parikrama

Интернет газета
Barisal Новости (www.barisalnews.com)
Amader Barisal (www.amaderbarisal.com)

### Туристические достопримечательности
Durgasagar: его площадь составляет около 2500 гектаров, является крупнейшим прудом в южной части Бангладеш. Он расположен в 11 км от города Барисал. Он известен под названием Madhabpasha Dighi.

## Транспорт

### Воздушный транспорт
Барисал международный аэропорт. Из аэропорта совершаются рейсы Барисал -Дакка и Читтагонг-Барисал.

### Автобусы
Из Барисала ходят междугородные автобусы:
- Sakura Paribahan (Барисал -Дакка) [AC / NON AC]
- Surovi Paribahan (Барисал -Дакка) [AC / NON AC]
- Eagle Paribahan (Барисал -Дакка)
- Druti Paribahan (Барисал -Дакка)
- Hanif Paribahan (Барисал -Дакка)
- Ilish Paribahan (Барисал -Дакка)
- Sonertori Paribahan (Барисал -Дакка)
- Soudia Paribahan (Барисал -Читтагонг) [AC / NON AC]
- Tuhin Paribahan (Барисал -Раджшахи)
- Padma Paribahan (Барисал -Раджшахи)

### Речной транспорт
Речной транспорт также является популярным видом транспорта в стране. Этот вид транспорта соединяет юг страны и Дакку. Это одно из самых приятных ночных путешествий которые когда-нибудь вы могли бы получить в вашей жизни.

## Экономика
Область Барисал специализируется на выращивании риса. Также процветает рыбная ловля.
Экспорт: рыба, медицинские препараты, специи, подсолнечное масло и ремёсла.

### Архитектура
Здания Барисала слишком разнообразны, чтобы можно охарактеризовать каким-либо конкретным архитектурным стилем, и были построены в течение длительного периода времени.

## Города-побратимы
Барисал является городом-побратимом с такими городами:
- Бухара
- Рочдейл, Большой Манчестер, Великобритания
- Янгон
- Лундхиана

## Известные жители города
- А. К. Фазлул Хак, (мэр Калькутты (1935), премьер-министр Бенгалии (1937—1943) и Восточной Бенгалии (1954), министр внутренних дел Пакистана (1955) и губернатор Восточного Пакистана (1956—1958)
- Амал Кумар Рейчаудхури, физик
- Анил Бисвас композитор
- Ародж Али Матуббар, астроном и философ.
- Ашвини Кумар Дутта, социальный реформатор и филантроп
- Джибанананда Дас, известный бенгальский поэт.
- Камини Рой, известная поэтесса и первый выпускник-женщина с отличием.
- Кадамбини Гангули, первая женщина аспирант и первая женщина-врач во всей Британской империи
- Кусумкумари Дас, поэтесса и мать Jibanananda Das
- Митхун Чакраборти, известный актер.
- Панналал Гош, известный музыкант и флейтист
- Парта Дасгупта, выдающийся экономист.
- Парул Гош, хинди и бенгальская певица
- Прия Ранджан Дасмунси, министр по делам парламента и информации.
- Шантану Рой (инженер и ученый), основатель Power Solution
- Суфия Камал, поэтесса
- Сушмита Сен, известная актриса.
- Шахид Абдур Роб Серниабат — политик
- Сурендра Натх Датта — борец за свободу
- Утпал Датт, (29 марта 1929 — 19 августа 1993 года), индийский актер, режиссёр и писатель-драматург
- Раби Гхош — известный актер.
- Свами Мачхиндранат, известный в народе как Minanatha и был жителем либо Chandradwip (Barisal) или Сандвипе в Бенгалии.